# Консолицин
Консолицин — один из компонентов алкалоидов, который производится в результате распада и переприсоединения других алкалоидов. Консолицин имеет фенолическую структуру. В природе производится в теле растений, являясь важным элементом в борьбе с хищниками.
Химическая формула консолицина С17H15NO3. Его молекулярная масса составляет 285,31 г/моль. Кристаллический порошок консолицина имеет белый цвет и растворяется в горячей воде, но плохо растворяется в органических растворителях.
Консолицин обладает различными физиологическими свойствами. Он может улучшать свойства других алкалоидов, а также обладает противовоспалительным и антиоксидантным действием. Некоторые исследования также показали, что консолицин может оказывать положительное влияние на работу мышц и сокращения сердца.